# 泰丰公园

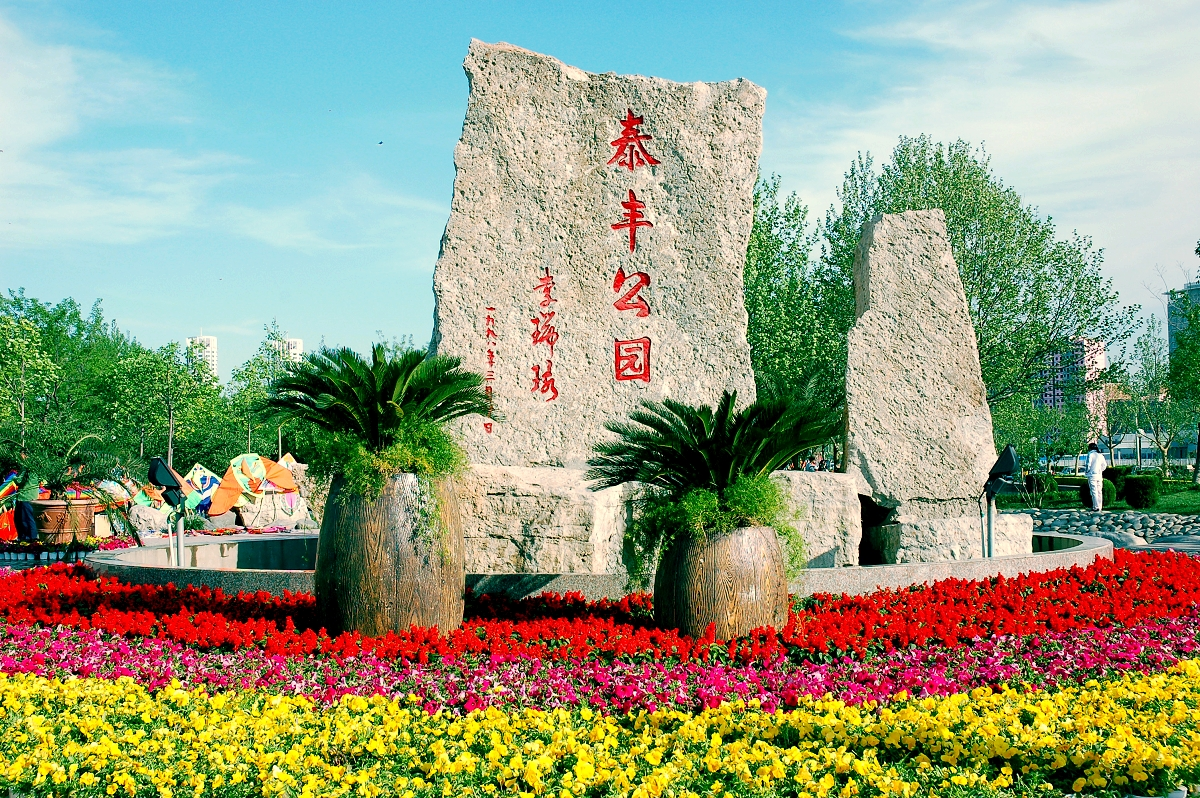
李瑞环题词的泰丰公园石碑

泰丰公园坐落于中国天津市滨海新区的天津经济技术开发区境内，总面积为21.6万平方米，其中，园内绿地面积为16万平方米，人工湖面积4万平方米，广场面积1.7万平方米。园内有雪松、油松、白皮松等植物百余种，是一座建造在盐碱滩上的大规模人工景观公园。